# Hauptsache Gesund
Hauptsache Gesund war ein Ratgebermagazin des Mitteldeutschen Rundfunks zum Thema „Menschliche Gesundheit“, das von 1998 bis 2023 donnerstags um 21:00 Uhr im MDR Fernsehen ausgestrahlt wurde.

## Konzept und Geschichte
Ab 1998 moderierte Franziska Rubin die Sendung, die sie im Sommer 2015 aufgegeben hatte, als sie mit ihrer Familie nach Australien auswanderte. Im Anschluss übernahm Carsten Lekutat, der auch promovierter Arzt war. In der Sendung waren ein oder mehrere Ärzte oder andere Fachleute zu Gesundheitsthemen zu Gast. Der Zuschauer konnte Fragen stellen oder seine Erfahrungen mitteilen und wurde so miteinbezogen. Es gab auch ein Journal zur Sendung.
Am 19. Februar 2009 wurde die 500., am 16. Oktober 2014 die 750., am 3. Dezember 2020 die 1000. und am 30. November 2023 die 1117. sowie letzte Sendung ausgestrahlt. Auf dem Sendeplatz wird seitdem das NDR-Pendant Visite als Wiederholung gezeigt.

## Kritik
Kritisiert wurde an der Sendung, dass die ehemalige Moderatorin Franziska Rubin in einer zu großen Nähe zur Pharmaindustrie und zu Apothekerverbänden gestanden haben soll. So gehörte der Apotheker Friedemann Schmidt, von 2005 bis 2012 Vizepräsident und von 2013 bis 2020 Präsident der Bundesvereinigung Deutscher Apothekerverbände (ABDA), zu den regelmäßigen Studiogästen der Sendung (etwa 120 Mal), ohne dass dessen Position als Spitzenfunktionär dieses Lobbyverbands offengelegt wurde. Bis 2011 übernahm Schmidt zusätzlich 40 mal vertretungsweise die Moderation der Sendung.